# Otuoke
Otuoke bedeutet Oke-Familie (Otu bedeutet Familie in der Ogbia-Sprache, während Oke ein Name ist) und nimmt eine kleine, aber strategische Position im Ogbia-Königreich ein.
Die Gemeinde beherbergt die Federal University Otuoke, eine Bundesstaatliche Einrichtung.

## Politik und Verwaltung
Otuoke ist ein Vorort im lokalen Verwaltungsbereich von Ogbia des Bundesstaates Bayelsa im Nigerdelta in Nigeria. Der Ort wirkt idyllisch, fast wie ein Vorzeigedorf gelungener Entwicklung: Die Straßenlaternen sind solarbetrieben, selbst Seitenstraßen sind asphaltiert, alles wirkt sauber und geordnet.
Das Gebiet ist in sieben politische Bezirke unterteilt – Asuka, Ebele, Eluan, Apolo Tama, Apolo Ogbo, Okporein und Obebhegbolom.  Die Stadt ist eine der wenigen Städte die über Land und Wasser erreichbar sind.

## Geschichte
Mit der Aufhebung des Amtes der Royal Niger Company und der Etablierung der britischen Herrschaft in Nigeria im Jahr 1900 drangen die Briten in das Königreich Ogbia ein, und Oloibiri wurde zum Regierungssitz ernannt.
Die Kolonialregierung erkannte zunächst einige Warrant Chiefs wie Apata Amangala, Chief Amakaro Onwiga und Chief Obonin an. Anschließend wurden drei traditionelle Gerichte  in Oloibiri (1929), Emeyal (1936) und Amyama (1937) eingerichtet. Später wurden die Gerichte als Clan Zentren anerkannt.

## Bevölkerung
Die Mehrheit der Einwohner sind Bauern und Fischer. Otuoke besteht hauptsächlich aus drei Familien: Emom, Akatim und Akiniama. Aus einer kleinen, verarmten Gemeinde an der Straße nach Yenagoa hat sich eine geschäftige Stadt entwickelt. Ogbia ist eine der Städte, die Ogbia bilden, manchmal auch Ogbinya genannt, das laut der Volkszählung von 2006 etwas über 266.000 Einwohner zählt.

## Persönlichkeiten
- Goodluck Ebele Jonathan (* 1957), Politiker, von 2010 bis 2015 Staatspräsident Nigerias[4]
- Milford Obiene Okilo